# Azzurro (Lied)
Azzurro ist ein italienischer Popsong, den Paolo Conte zusammen mit Michele Virano nach einem Text von Vito Pallavicini geschrieben hat. Das Stück wurde 1968 mit der B-Seite Una carezza in un pugno von Adriano Celentano als Single veröffentlicht. Die Platte erreichte Platz eins der italienischen M&D-Charts und wurde zur meistverkauften Single des Jahres.

## Text
Der Liedtext handelt von Tagträumen und Fernweh an einem Sommertag in der Stadt sowie der Sehnsucht nach einer fernen Liebschaft. Der Titel steht für das Azurblau des Sommerhimmels.

## Rezeption

### Chartplatzierungen
| ChartsChartplatzierungen | Höchstplatzierung | Wochen/ Monate |
| ------------------------ | ----------------- | -------------- |
| Deutschland (GfK)        | 6 (2 Mt.)         | 2 Mt.          |
| Italien (FIMI)           | 1 (31 Wo.)        | 31 Wo.         |
| Österreich (Ö3)          | 1 (6 Mt.)         | 6 Mt.          |

| ChartsJahrescharts (1968) | Platzierung |
| ------------------------- | ----------- |
| Italien (M&D)             | 1           |
| Österreich (Ö3)           | 9           |

### Auszeichnungen für Musikverkäufe
| Land/Region    | Auszeichnungen für Musikverkäufe (Land/Region, Auszeichnung, Verkäufe) | Verkäufe |
| -------------- | ---------------------------------------------------------------------- | -------- |
| Italien (FIMI) | Platin                                                                 | 100.000  |
| Insgesamt      | 1× Platin ·                                                            | 100.000  |

## Coverversionen
Viele italienische Sänger haben das Lied interpretiert, neben Celentano unter anderem auch Mina, Gianni Morandi, Fiorello und Bruno Grassini. Ebenso veröffentlichte die italienische Fußballnationalmannschaft (Spitzname: die „Azzurri“) das Stück. Conte selbst nahm das Lied erst nach zehnjähriger Solokarriere 1985 für das Album Concerti auf.
Es gibt auch deutschsprachige Interpretationen von Vico Torriani, Peter Rubin, Dieter Thomas Kuhn und Peter Alexander. Wie das Lied Capri-Fischer stand Azzurro mit seinen deutschsprachigen Interpretationen für die Italiensehnsucht im deutschen Schlager. Die Toten Hosen produzierten eine Punk-Version (italienisch gesungen), diese ist auf dem Album Auf dem Kreuzzug ins Glück enthalten. Auch die Gerd-Show veröffentlichte 2003 eine Version unter dem Titel Zuhause; 2012 folgte ein Cover von Rummelsnuff.